# Rafael Machado y Jáuregui
Rafael Machado y Jáuregui (Ciudad de Guatemala, 20 de abril de 1833 - San José, Costa Rica, 13 de julio de 1906) fue un abogado guatemalteco, Secretario de Relaciones Exteriores y carteras anexas de Costa Rica de 1876 a 1877.

## Familia y estudios
Fue hijo de Santiago Machado y Rafaela Jáuregui y Cobar. Cursó estudios de Filosofía y Derecho en la Universidad de San Carlos de Guatemala, donde se graduó de abogado en 1855, tras efectuar su práctica con el distinguido jurisconsulto Ignacio Gómez.
Casó en primeras nupcias en la ciudad de Guatemala con Claudia Lara y Palomo, guatemalteca, hija de Pedro de Lara y Pavón y Luz Palomo y Valdés, de quien enviudó. Casó en segundas nupcias en la ciudad de Guatemala con Mercedes Lara y Palomo (1845-1931), hermana de su primera esposa. Hijos del segundo matrimonio fueron Luz, casada con José Miguel González y Soto; Rafael Luis (1875-1967), casado en primeras nupcias con Ester Pinto Fernández y en segundas con Alicia Alfaro Artavia; María Claudia Josefa (1878), casada con Alejandro Aguilar Mora, y José (1880).
Era aficionado a la cacería y a efectuar largos recurridos por las montañas y selvas de Costa Rica.

## Cargos públicos
Desde su juventud desempeñó diversos cargos públicos en Guatemala, durante el prolongado gobierno del capitán general Rafael Carrera y Turcios, tales como los de secretario del Consulado de Comercio, juez mercantil, oficial mayor del Ministerio de lo Interior, conjuez de la Corte Suprema de Justicia y miembro en dos oportunidades de la Cámara de Representantes. Se distinguió como orador de fácil y autorizada palabra.
Adversario del régimen dictatorial de Justo Rufino Barrios, marchó en 1872 al exilio en Costa Rica, donde fue profesor en la Universidad de Santo Tomás y en el Instituto Nacional. Impartió los cursos de Derecho Romano, Derecho Penal y Literatura española.
Fue ministro plenipotenciario de Costa Rica ante la Santa Sede de 1875 a 1876. El 7 de agosto de 1876 el presidente Vicente Herrera Zeledón lo nombró secretario de Relaciones Exteriores, Instrucción Pública, Justicia, Beneficencia y Culto. El 11 de setiembre de 1877, el primer designado en ejercicio de la Presidencia Tomás Guardia Gutiérrez lo nombró secretario de Gobernación, Policía, Agricultura e Industria, aunque se mantuvo interinamente a cargo de la Cancillería hasta el 9 de octubre de 1877. Desempeñó la Secretaría de Gobernación y carteras anexas hasta el 17 de julio de 1880. Del 27 de octubre al 1° de diciembre de 1879 estuvo nuevamente a cargo de la Cancillería en forma interina.
Posteriormente fue director de la Imprenta Nacional (1886), fiscal de Corte y subsecretario de Relaciones Exteriores y carteras anexas del 18 de marzo de 1887 al 4 de agosto de 1888. Del 8 de julio al 12 de agosto de 1887 estuvo encargado interinamente de la Secretaría.

## Actividad periodística y literaria
Fue redactor del Boletín de Noticias y directivo del diario El Heraldo de Costa Rica. Publicó las obras líricas Amor, esperanza y fe (1875) y Poesías (1887) y empezó a escribir una biografía del presidente Vicente Herrera, que no concluyó. Varias de sus composiciones poéticas aparecieron en la antología Galería poética centroamericana de Ramón Uriarte (Guatemala, 1873) y Lira costarricense (San José, 1891) de Máximo Fernández.

## Otras actividades
Fue miembro de la Junta de Caridad de San José y presidente del Colegio de Abogados de Costa Rica.
- Datos: Q26255192